# Porta de l'antiga Casa dels Monjos de Poblet
La Porta de l'antiga Casa dels Monjos de Poblet és una obra de Figuerola del Camp (Alt Camp) protegida com a Bé Cultural d'Interès Local.

## Descripció
Porta de pedra d'arc de mig punt. Els brancals són de grans carreus regulars, i les dovelles de l'arc es disposen radialment. A la clau, més petita, hi ha una inscripció amb les lletres "P O", indicadora de la primitiva adscripció de la casa al Monestir de Poblet.

## Història
A finals del segle xiii, les terres de Figuerola van ser cedides al Monestir de Poblet per Berenguer de Puigvert. Posteriorment, els monjos van disposar d'una casa del poble en propietat directa, amb la litat de recaptar els delmes. La casa, dita "del senyor", conserva encara dos trulls de l'època. Amb la desamortització del 1835, la propietat passà a Antoni Balanyà, qui la va comprar per 13000 rals. alment l'edifici on es conserva la porta pertany al batlle de Figuerola, Joan Vilà.